# Ronny Jackson
Ronny Lynn Jackson (Levelland, 4 de maio de 1967) é um político e ex-oficial da Marinha dos Estados Unidos que serve como membro da Câmara dos Representantes dos Estados Unidos pelo 13° distrito congressional do Texas desde 2021. É membro do Partido Republicano.
Jackson ingressou na Unidade Médica da Casa Branca em meados dos anos 2000, sob o comando de George W. Bush, e serviu como médico do presidente de 2013 a 2018, sob o comando de Barack Obama e Donald Trump.
Em março de 2018, Trump nomeou Jackson para secretário de assuntos de veteranos dos EUA a fim de suceder David Shulkin, mas Jackson retirou-se no mês seguinte em meio a alegações de má conduta e má gestão durante seu serviço na Casa Branca. Em fevereiro de 2019, Trump nomeou Jackson assistente do presidente e conselheiro médico chefe, um novo cargo no Gabinete Executivo.
Jackson aposentou-se da Marinha como contra-almirante em dezembro de 2019. Em 2020, ele foi eleito para a Câmara dos Representantes dos Estados Unidos.

## Biografia
Jackson nasceu de Waymon e Norma Jackson e foi criado em Levelland, Texas. Quando criança, ele se interessava por atividades aquáticas, incluindo natação e jet ski . Ele tem dois irmãos, Gary e Stacy Jackson, ambos empregados no Hospital Covenant de Levelland. Ele estudou na Universidade A&M do Texas em Galveston, onde se formou em 1991. Ele frequentou a faculdade de medicina na Universidade de Medicina do Texas, recebendo seu doutorado em Medicina em 1995.

## Carreira militar

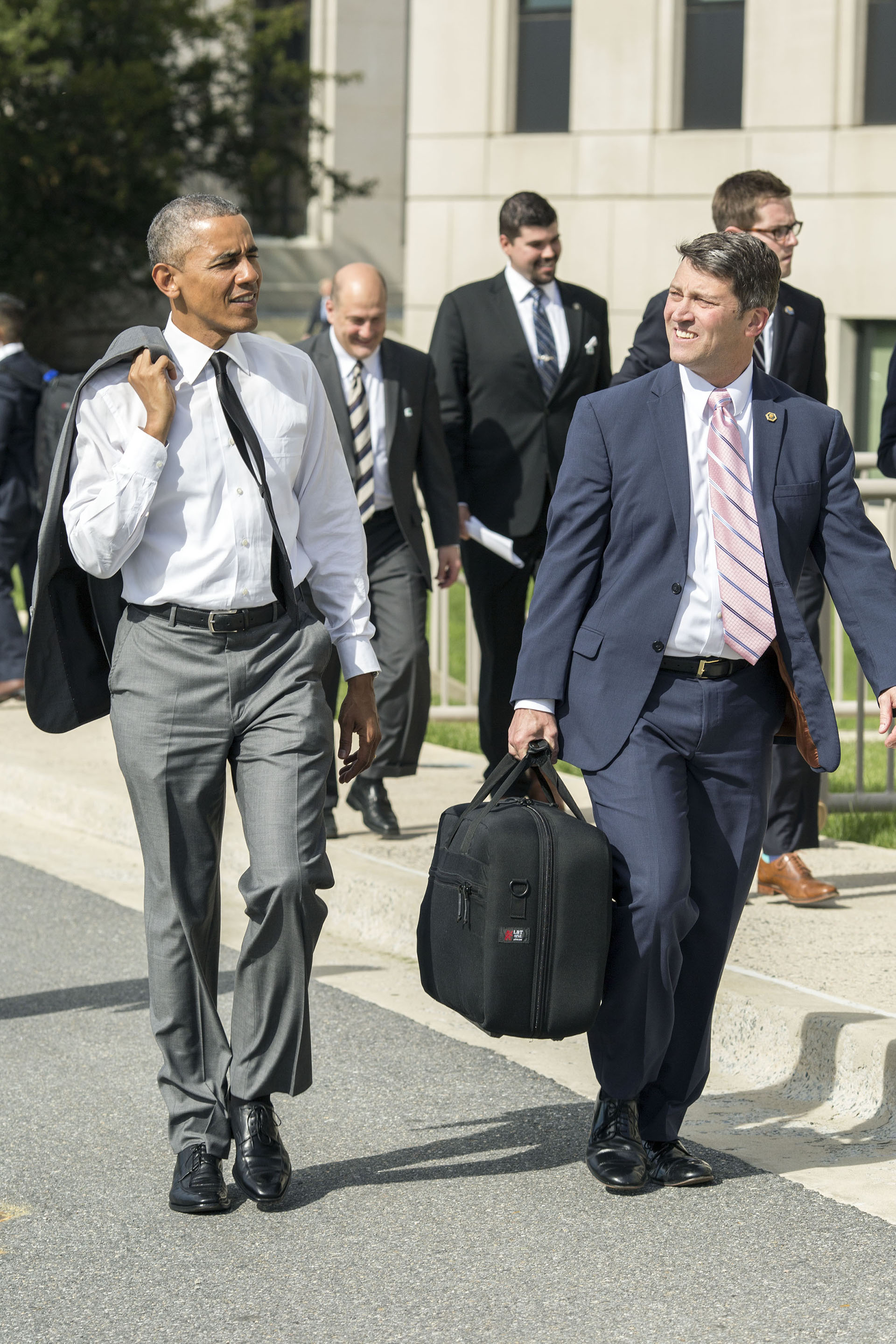
Jackson deixa o Centro Médico Militar Nacional Walter Reed com o presidente Barack Obama em 2015

Jackson tornou-se oficial da Marinha após se formar na faculdade de medicina em 1995. Ele se formou no Programa de Oficial Médico Submarino em 1996. Ele foi médico clínico do Programa de Residência Médica de Emergência no Centro Médico Naval de Portsmouth por mais um ano antes de ser enviado ao Iraque em 2005, onde trabalhou como médico de emergência médica.
Depois de Donald Trump ter sido eleito presidente em 2016, ele manteve Jackson como médico do presidente. Ao assumir o cargo, Trump deu a Jackson o título adicional de Assistente Adjunto do Presidente. Jackson se aproximou de Trump depois de dar uma entrevista coletiva de uma hora na qual fez uma avaliação elogiando os "genes incrivelmente bons" de Trump e seu desempenho em um teste cognitivo. Trump nomeou Jackson como “Assistente do Presidente e Conselheiro Médico Chefe” em de fevereiro de 2019.
Em 28 de março de 2018, Trump anunciou que planejava nomear Jackson para suceder David Shulkin como Secretário de Assuntos de Veteranos. Alguns senadores expressaram ceticismo em relação à nomeação devido à falta de experiência de Jackson em gestão.

## Câmara dos Representantes dos EUA

#### 2020
Em 9 de dezembro de 2019, Jackson entrou com pedido de candidatura para o Congresso no 13º distrito congressional do Texas. A vaga ficou aberta quando o republicano Mac Thornberry, que ocupava o cargo há 13 mandatos, anunciou que não buscaria a reeleição em 2020.Jackson derrotou Winegarner, 55,58% a 44,42%.
Em maio de 2020, Jackson afirmou, sem provas, que Obama havia espionado a campanha presidencial de Trump em 2016, e o acusou de "[transformar] os mais altos níveis do nosso governo em armas para espionar o presidente Trump".
Jackson compareceu ao comício em 6 de janeiro no White House Ellipse. Durante o ataque ao Capitólio em 2021, ele estava dentro do Capitólio quando membros da milícia Oath Keepers supostamente trocaram mensagens de texto sobre proteger Jackson porque ele supostamente tinha "dados críticos".
No final de fevereiro de 2021, Jackson e uma dúzia de outros membros republicanos da Câmara não compareceram às votações e convocaram outras pessoas para votar neles, atribuindo suas ausências à pandemia de COVID-19 em curso. No entanto, ele e os outros membros estavam na verdade presentes na Conferência de Ação Política Conservadora, que foi realizada simultaneamente com suas ausências.

## Vida pessoal
Jackson tem uma esposa, Jane, e três filhos.
Segundo Jackson, seu sobrinho estava entre os feridos durante a tentativa de assassinato de Donald Trump em 13 de julho de 2024 em Butler, Pensilvânia. Ele relatou que uma das balas atingiu de raspão o pescoço de seu sobrinho.